# Batalha de Big Bethel

A Batalha de Big Bethel foi uma das primeiras, senão a primeira, batalha terrestre da Guerra Civil Americana. Ocorreu na Península da Virgínia, próximo a Newport News, em 10 de junho de 1861.
A decisão da Virgínia de separar-se da União havia sido ratificada por voto popular em 23 de maio, e o coronel confederado (posteriormente major-general) John B. Magruder foi enviado península abaixo para impedir qualquer avanço sobre a capital do estado Richmond pelas tropas da União baseadas no posto bem defendido de Fort Monroe. Esta guarnição era comandada pelo Major-General Benjamin Butler, um ex-advogado e político de Massachusetts, que estabeleceu um novo acampamento na vizinha Hampton e outro em Newport News. Magruder também havia estabelecido dois acampamentos ao alcance das linhas da União, em Big Bethel e Little Bethel, para atrair seu oponente a uma ação prematura.
Butler mordeu a isca, quando ele e um ajudante, Major Theodore Winthrop, elaboraram um plano para uma marcha noturna, seguida por um ataque ao amanhecer para expulsar os Confederados de suas bases. Butler escolheu não liderar a força pessoalmente, pelo que foi posteriormente criticado. O plano provou ser muito complexo para seus subordinados mal treinados executarem, especialmente à noite, e sua equipe também havia omitido comunicar as senhas. Eles estavam tentando avançar sem conhecimento da disposição ou força das posições Confederadas quando um incidente de fogo amigo revelou sua própria posição. O comandante no campo, general da milícia de Massachusetts, Ebenezer Peirce, recebeu a maior parte da culpa pela operação fracassada.
As forças da União sofreram 76 baixas, com 18 mortos, incluindo o Maj. Winthrop e o Ten. John T. Greble, o primeiro oficial do exército regular morto na guerra. Os Confederados sofreram apenas oito baixas, com um morto. Embora Magruder subsequentemente tenha se retirado para Yorktown e sua linha defensiva ao longo do Rio Warwick, ele havia vencido uma vitória de propaganda, e as forças locais da União não tentaram nenhum avanço significativo adicional até a Campanha da Península de 1862. Embora pequena comparada a muitas batalhas posteriores, Big Bethel atraiu importância exagerada devido ao sentimento geral de que a guerra logo terminaria.
O confronto também era conhecido como a Batalha da Igreja de Bethel ou Grande Bethel.